# Breitfeld Marcell
Breitfeld Marcell, teljes nevén Breitfeld Mózes Marcell (korabeli forrásokban sokszor Breitfeld Marczell) (Przemyślany (ma Peremyshliany), 1888. február 9. – Buenos Aires, 1959) szűcsmester és szőrmekereskedő, szövetmodellkészítő.

## Életpályája
Breitfeld Jakab és Baruch Keile (Cheile) fiaként született. 1911 szeptemberében a szűcsipari divatkiállításon (Magyar Szücsmesterek Országos Egyesülete rendezte a Pesti Vigadóban szeptember 10-én) kiállítási ezüstérmet nyert.
1912 május első felében iparengedélyt kapott és Weitzner Pállal közösen női szabóságot nyitottak a Váci u. 21-ben. 1913-as címjegyzék még itt, az 1914-es viszont már a Váci u. 16-os címet adja meg. 1914. február 26-án házasságot kötött Brak Adolf és Singer Amália lányával, Tillivel. Az 1916-os címjegyzék Korona u. 1-et is említ, ami a szállítólevélen is ismert. Az 1920-as években a Váci u. 10. is szerepel a címek között (1922-es címjegyzékben először), ugyanakkor 1924-ban a 21-es számon nyitott új helyiséget, valószínűleg az induló helyet újíthatták fel. Az 1930-as évektől a 14-es szám is megjelenik (lakása ekkor a Személynök u. 7-ben volt), 1933-tól a címjegyzékekben kizárólag ez szerepel, utolsó említése 1946-ból való.
1917-ben a szűcsök ipartestülete póttaggá választotta, 1932-ban már ipartesületi elnök. Többször jótékonykodott, rendszeresen tartott divatbemutatókat, szezonális leárazásokat, ruháit revükön viselték.
A háború után az 1920-as években többször volt felperes, valószínűleg a viharos időszakbeli kifizetetlenségek miatt.
Zsidó származása miatt a zsidótörvények hátrányosan érintették. 1943-ban az Országos Magyar Zsidó Segítő Akció elnöki tanács tagja volt. 1944-ben családjával együtt a Bergen-belseni koncentrációs táborba deportálták, 7 hónap után 1944. december 7-én szabadultak Kasztner Rezső segítségével. Az American Jewish Joint Distribution Committee közreműködésével Svájcba menekültek, a Magyar Jövő (Hungarian Daily Journal) 1944. december 28-i, Svájcba mentett zsidók névsorában szerepel. Itt 1945-ig tartózkodtak. 1945 novemberében „ismét” címszóval újra hirdette üzletét.
A háborút követően Stockholmba emigrált, erről 1948-ban szocialista hangvételű cikk is megjelent, azonban az 1948-as távbeszélőnévsorban még szerepel, valamint decemberben még árusító hirdetései vannak. 1949 január első napjaiban teljes árukészletét kiárusító hirdetést adott fel, melyet a hónap végén még olcsóbb kiárusítással reklámozott. Utolsó újsághirdetései 1949 májusából valók, mint bundamegóvás. 1949-ben New Yorkba költözött, majd 1953-ban Buenos Airesbe, ahol 1959-ben halt meg.
A (feltehetőleg ekkor már csak névleg Breitfeld) vállalatot valószínűleg 1948 márciusát követően államosították, a bőr- és szőrmeipar állami irányítás alá került (1948 tavaszán Bőripari Igazgatóság, ill. Szőrmeipari Igazgatóság alakult, 1948 augusztusában Bőripari Központ és Bőr-, Gumi- és Szőrmeipari Központ).

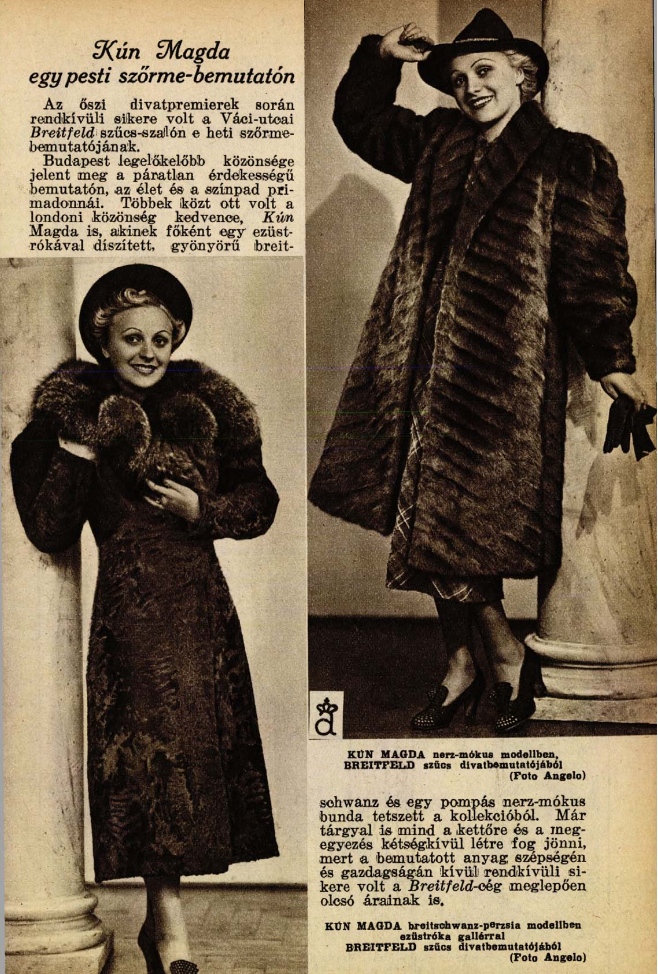
Korabeli képes újságcikk egy divatbemutatóról Breitfeld szőrmével (Színházi Élet, 1937/39. szám)
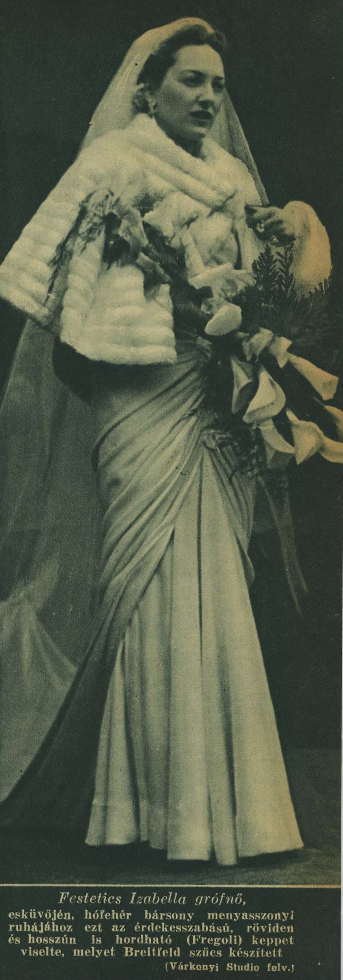
Festetics Izabella grófnő menyasszonyi ruhája Breitfeld keppel (Szinházi Magazin, 1942/8. szám)
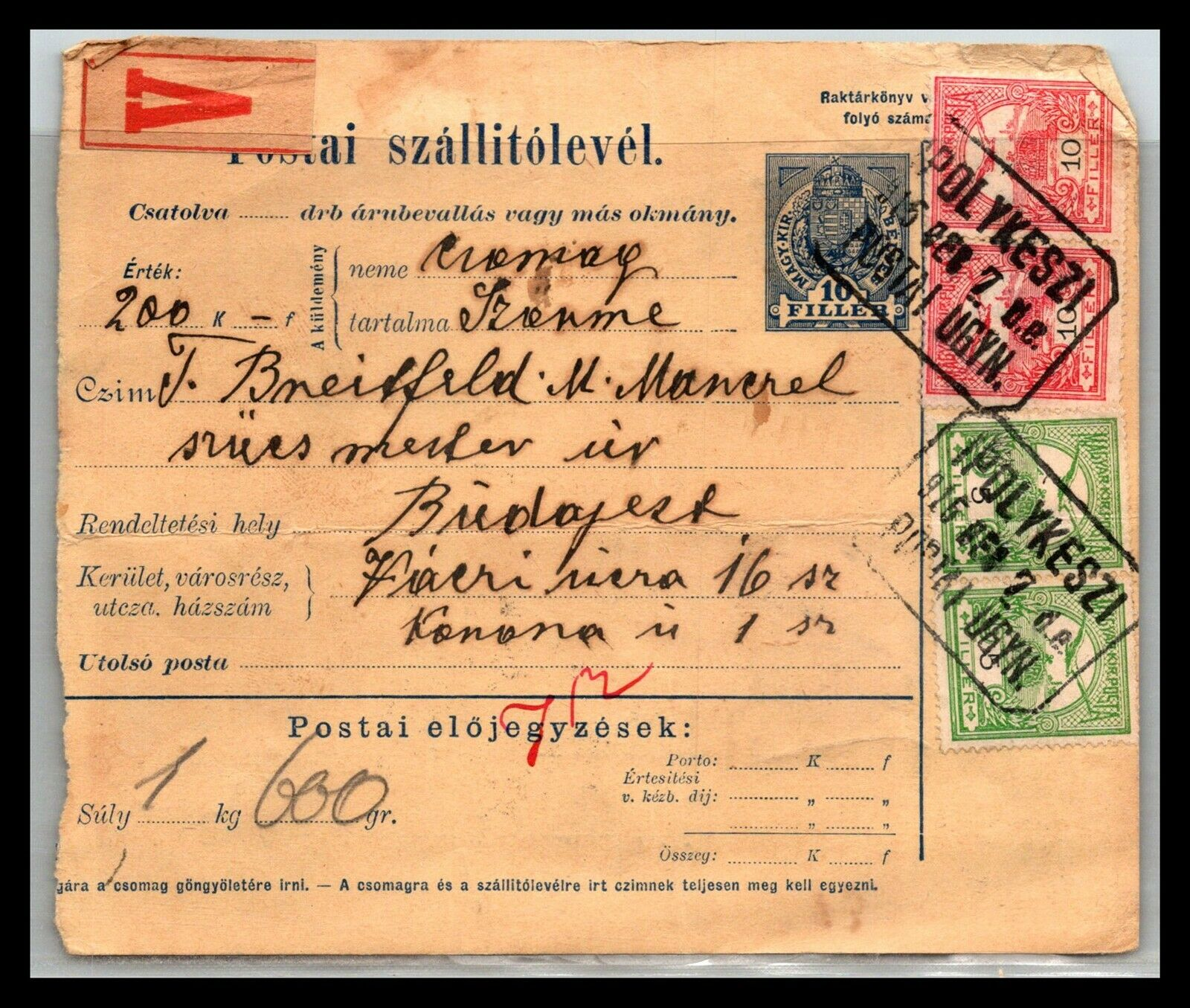
Szállítólevél 1915-ből, melyen a Váci u. 16. és a Korona u. 1. cím is szerepel
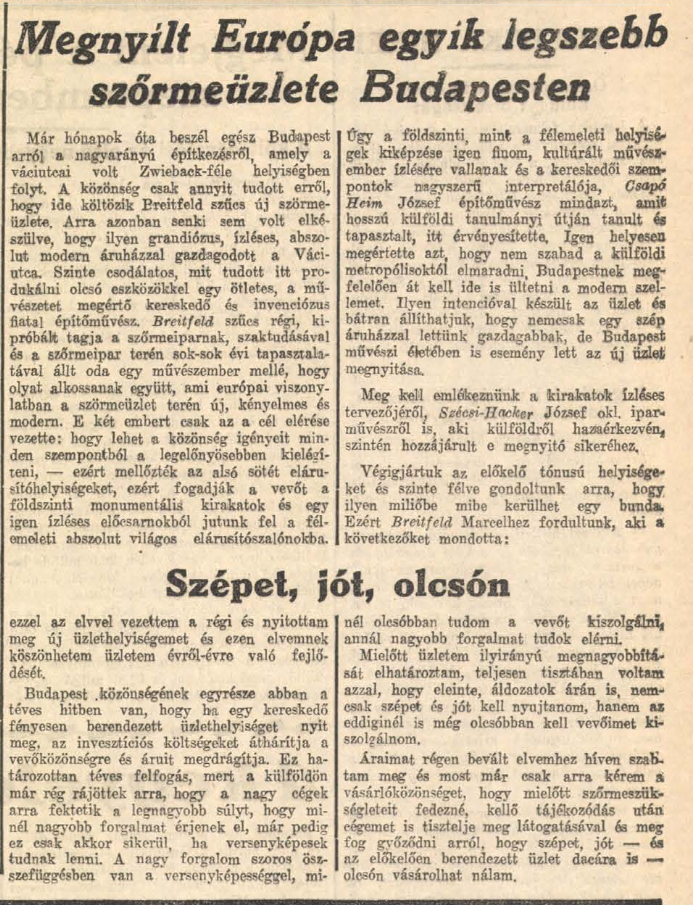
Újságcikk az üzletnyitásról (Budapesti Hírlap, 1929-11-07)
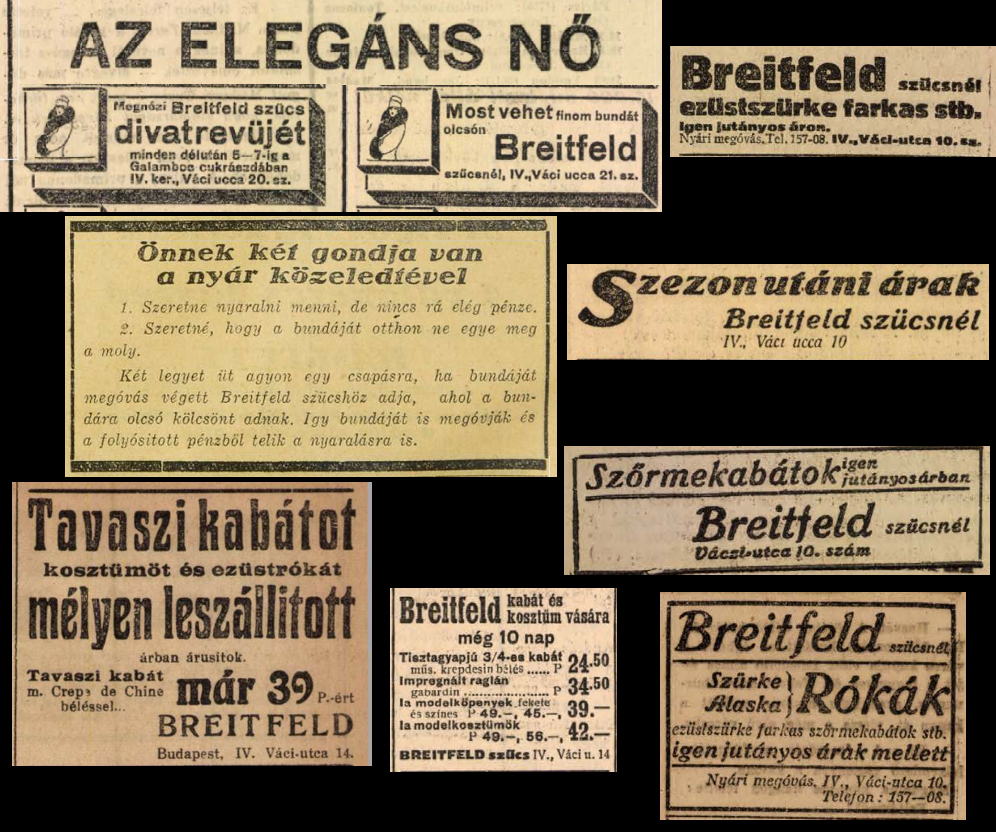
Vegyes újsághirdetések a 20- és 30-as évekből
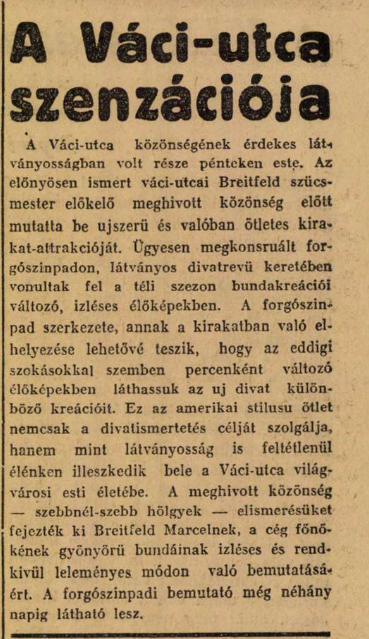
Korabeli újságcikk (Magyarság, 1927-10-09)
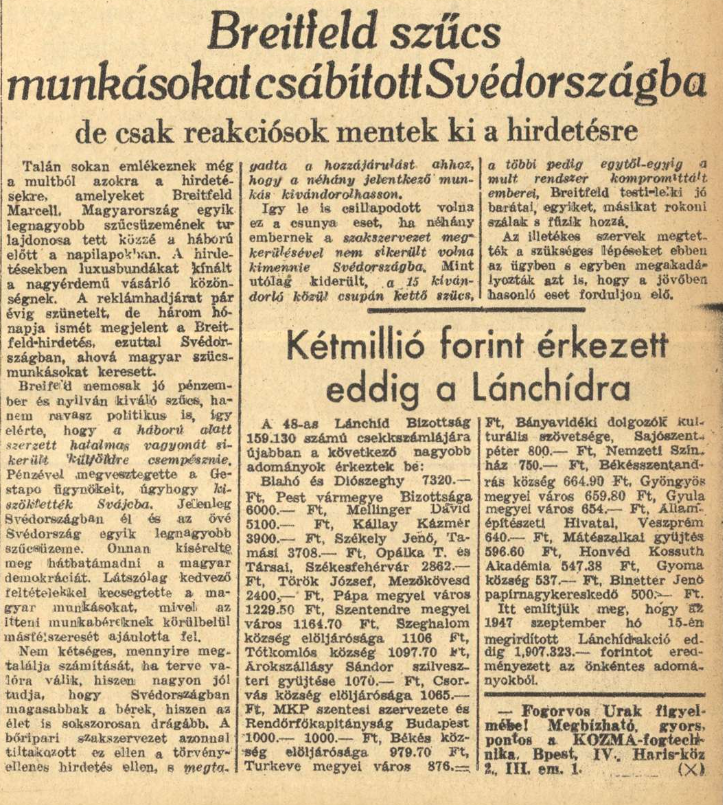
Az említett szocialista hangvételű cikk Breitfeld emigrálásáról (Magyar Nap, 1948-01-15)